# Огнетелка Элизабеты
Огнетелка Элизабеты (лат. Pyrrhosoma elisabethae) — вид равнокрылых стрекоз из семейства стрелок (Coenagrionidae).

## Систематика
Длительное время таксон рассматривался в ранге подвида огнетелки нимфальной. В 2006 году была доказана видовая самостоятельность таксона.

## Описание
Небольшие стрекозы изящного телосложения. Самцы и самки характеризуются красной окраской тела и глаз, сочетающейся с чёрной окраской птеростигмы и ног. У самцов красная окраска тела всегда хорошо выражена, в то время, как у самок она варьирует от интенсивной до едва заметной красноватой.

## Ареал
Эндемик юга Балканского полуострова. В настоящее время вид известен из восьми местностей - Пелопоннеса, Керкиры и южной Албании и из одного локалитета на северо-западе Греции. В некоторых из ранее известных мест обитания вида подтверждено его вымирание, в других - вид известен только по старым находкам давностью более 20 лет. Все места ограничены греческим островом Керкира, Пелопоннес и северо-западная Грецией, а также южной Албанией (площадь обитания составляет менее 10 км²). Популяция разделены на три основные области, ареал является фрагментарным.

## Биология
Требования вида к местам обитания плохо изучены, но до настоящего времени стрекоз обнаруживали в непосредственной близости от проточных водоёмов с хорошо развитой растительностью. Места обитания вида сильно зависят от климатических изменений и развития туризма, и антропогенного воздействия человека.
Самку во время откладывания яиц сопровождает самец, в воду она погружает только брюшко. Самки откладывают яйца в горизонтально лежащие в воде листья и стебли растений недалеко от поверхности воды. При этом изгибают брюшко и помещают яйца в надрезы стебля, сделанные яйцекладом. Личинки питаются водными насекомыми или мелкими ракообразными.